# Coat of Many Colors (альбом Брэндона Лейка)
Coat of Many Colors — четвёртый студийный альбом американского певца современной христианской музыки Брэндона Лейка, выпущенный 20 октября 2023 года на лейбле Pamplin Music и переизданный 20 октября 2023 года на Provident Label Group.
В альбоме принял участие Бенджамин Уильям Гастингс. Продюсированием альбома занимались Хэнк Бентли, Джейкоб Сутер, Джо Лапорта, Джонатан Смит и Мика Николс.
В поддержку альбома были выпущены синглы «Praise You Anywhere» и «Count 'Em». Песня «Praise You Anywhere» заняла первое место в чарте Hot Christian Songs США. Песня «Count 'Em» заняла 19-е место в чарте Hot Christian Songs. Песни «Coat of Many Colors» и «Tear Off the Roof» были выпущены в качестве промо-синглов. Заглавный трек занял 20-е место в чарте Hot Christian Songs. «Tear Off the Roof» занял 27-е место в чарте Hot Christian Songs. Альбом также продвигался в рамках тура Coat of Many Colors Tour в 2023 году и Tear Off the Roof Tour в 2024 году, охвативших города по всей территории США.
Coat of Many Colors имел коммерческий успех после выхода, дебютировав на первом месте в чарте Billboard Top Christian Albums в США, с 9 000 эквивалентных единиц проданных альбомов за первую неделю. Альбом стал первым для Лейка номером один в чарте Top Christian Albums. Одновременно альбом вошел в основной американский хит-парад Billboard 200 под номером 135, став первой вхождением Лейка в этот чарт. Альбом дебютировал на девятом месте в чарте Official Charts’s Official Christian & Gospel Albums Chart в Великобритании.

## Отзывы
| Оценки критиков     | Оценки критиков |
| Источник            | Оценка          |
| ------------------- | --------------- |
| AllMusic            | [ 8 ]           |
| Jesus Freak Hideout | [ 9 ]           |
| JubileeCast         | 3/5             |

Альбом получил положительные отзывы от музыкальных критиков.
AllMusic оценил альбом в три звезды из пяти, описав его как «еще один жизнеутверждающий набор современных песен хвалы и поклонения» в дискографии Лейка. Алекс Хоппер из American Songwriter прокомментировал, что Лейк доказывает, что он стоит того внимания, которое он получил благодаря этому альбому, сказав: «Он раскрывает традиционные тезисы христианской музыки и предлагает нечто уникальное для жанра — как в звуковом, так и в тематическом плане. Он создает отличительную молитву, в которой чувствуется врожденная связь Лейка с Богом». Мэтью Спайкер, написавший рецензию для Jesus Freak Hideout, заключил: «В целом, я нашел музыку и лирику „Coat Of Many Colors“ Брэндона Лейка изысканной, хотя ни одна из песен не достигла того уровня совершенства, который был достигнут в „Gratitude“ на его последнем альбоме. Я с нетерпением жду, что ждет Брэндона в будущем». Тимоти Яп из JubileeCast в своей рецензии на альбом похвалил Лэйка за «ревностный поиск Священного Писания, чтобы передать свежие и волнующие истины в своих песнях», но при этом выразил недовольство количеством включенных песен: «Вместо того чтобы набивать альбом песнями с оценкой „С“, возможно, было бы лучше свести его к 10 тщательно проработанным трекам. Меньше — значит больше». Линдси Уильямс в своей рецензии на K-Love заключила: «Несмотря на трудности, связанные с тем, что после такого успеха, как „Gratitude“, следует „Coat of Many Colors“, становится ясно, что этот многогранный артист далеко не чудо-однодневка и у него еще много сюрпризов в рукаве». В рецензии на NewReleaseToday Джасмин Паттерсон написала положительный отзыв об альбоме, сказав: «Coat of Many Colors — это свидетельство того, как Брэндон Лейк умело балансирует между лидером поклонения и артистом. В одно и то же время он может вести Божьих людей к страстной хвале и молитвенному разговору с Богом, и он не боится играть во всех различных звуковых пространствах, которые предоставляют различные жанры».

### Итоговые годовые списки
| Публикация            | Список                 | Ранг | Ссылка |
| --------------------- | ---------------------- | ---- | ------ |
| Louder Than The Music | LTTM Album Awards 2023 | 7    | [ 14 ] |

### Награды и номинации
| Год  | Организация                 | Награда                                 | Результат | Ссылка        |
| ---- | --------------------------- | --------------------------------------- | --------- | ------------- |
| 2024 | 2024 Billboard Music Awards | Top Christian Album                     | Номинация | [ 15 ]        |
| 2024 | GMA Dove Awards             | Pop/Contemporary Album of the Year      | Победа    | [ 16 ] [ 17 ] |
| 2024 | GMA Dove Awards             | Recorded Music Packaging of the Year    | Номинация | [ 16 ] [ 17 ] |
| 2025 | Grammy Awards               | Best Contemporary Christian Music Album | Номинация | [ 18 ]        |

## Список композиций
| №                   | Название                                | Автор(ы)                                                                              | Продюсеры                              | Длительность |
| ------------------- | --------------------------------------- | ------------------------------------------------------------------------------------- | -------------------------------------- | ------------ |
| 1.                  | «Coat of Many Colors»                   | Jacob Boyles Andrew Cherry Steven Furtick Brandon Lake Leeland Mooring Jonathan Smith | Jonathan Smith Jacob Sooter            | 4:31         |
| 2.                  | «Count 'Em»                             | Hank Bentley Lake Jacob Sooter                                                        | Jacob Sooter Hank Bentley              | 3:47         |
| 3.                  | «Praise You Anywhere»                   | Bentley Ben Fielding Lake Sooter                                                      | Jacob Sooter Hank Bentley              | 3:35         |
| 4.                  | «Miracle Child»                         | Ethan Hulse Lake Sooter                                                               | Jacob Sooter Hank Bentley              | 4:03         |
| 5.                  | «Tear Off the Roof»                     | Bentley Jordan Colle Chris Davenport Lake Sooter                                      | Jacob Sooter Hank Bentley              | 4:23         |
| 6.                  | «Adoption Song»                         | Lake Mooring Smith Sooter                                                             | Jonathan Smith Jacob Sooter            | 4:36         |
| 7.                  | «God Is Not Against Me»                 | Pat Barrett Davenport Furtick Lake                                                    | Jacob Sooter Hank Bentley              | 4:43         |
| 8.                  | «Kids»                                  | Bentley Cherry Lake Sooter                                                            | Hank Bentley                           | 4:50         |
| 9.                  | «Nothing New»                           | Bentley Cody Carnes Mia Fieldes Lake Sooter                                           | Hank Bentley Jacob Sooter              | 4:29         |
| 10.                 | «More» (with Benjamin William Hastings) | Bentley Benjamin Hastings Lake Dylan Thomas                                           | Hank Bentley Jacob Sooter              | 4:51         |
| 11.                 | «Palm of Your Hand»                     | Furtick Jason Ingram Lake                                                             | Micah Nichols Jacob Sooter Joe LaPorta | 5:49         |
| 12.                 | «Turnaround»                            | Furtick Ingram Lake                                                                   | Jacob Sooter Hank Bentley              | 3:37         |
| 13.                 | «I Prophesy»                            | Barrett Davenport Furtick Hastings Lake                                               | Hank Bentley Jacob Sooter              | 7:07         |
| 14.                 | «Jesus Be Praised»                      | Bentley Lake Sooter                                                                   | Hank Bentley Jacob Sooter              | 4:10         |
| 15.                 | «Holy Are You Lord»                     | Fielding Ingram Lake                                                                  | Hank Bentley Jacob Sooter              | 3:31         |
| 16.                 | «Country Psalm»                         | Bentley Tom Douglas Lake Micah Nichols Emily Weisband                                 | Jacob Sooter Hank Bentley              | 5:05         |
| Общая длительность: | Общая длительность:                     | Общая длительность:                                                                   | Общая длительность:                    | 73:07        |

## Чарты
| Чарт (2023)                                    | Высшая позиция |
| ---------------------------------------------- | -------------- |
| Великобритания (UK Digital Albums Chart)       | 74             |
| Великобритания Christian & Gospel Albums (OCC) | 9              |
| США (Billboard 200)                            | 135            |
| США (Billboard Christian Albums)               | 1              |